# Xolmis
Xolmis  é um gênero pertencente à classe Aves, da ordem passeriformes e da família Tyrannidae. Geralmente habitam áreas semi ou totalmente abertas. Sua dieta baseia-se em insetos. Algumas das espécies pertencentes a este gênero são:
- Xolmis coronatus
- Xolmis salinarum
- Xolmis cinereus
- Xolmis dominicanus
- Xolmis pyrope
- Xolmis rubetra
- Xolmis irupero
- Xolmis velata